# 2025年の経済
2025年の経済（2025ねんのけいざい）では、2025年の経済分野に関する出来事・予定になどについてまとめるものである。
2024年の経済 - 2025年の経済 - 2026年の経済

## 出来事

### 1月
- 1日
  -  韓国の産業通商資源部は2024年の輸出額が前年比8.2%増の6838億ドルと発表した。2022年の過去最高を更新[1]。
  -  ロシアのガスプロムは ウクライナ経由での欧州への天然ガス輸出を停止したと発表した。理由は、ウクライナが契約延長を拒否したため[2]。
- 2日 -  シンガポールの貿易産業省は10-12月の国内総生産(速報値)が前年比4.3%増と発表した。2024年通年では4%増[3]。
- 3日
  -  アメリカ合衆国 ジョー・バイデン 大統領が両社間で合意していた日本製鉄によるUSスチール買収に対し中止を命令[4]。
  -  ドイツの連邦雇用庁は12月の失業率が6.1%と発表した。前月は6.1％。2024年の失業率は6.0%。2023年は5.7%[5]。
  -  トルコ統計局は12月の物価(CPI)が前年比44.38%上昇と発表した。前月比1.03%上昇[6]。
- 6日 -  ベトナムの統計総局の発表によると、10−12月の国内総生産が前年比7.55％増と報道された。2024年では7.09％増[7]。
- 7日
  - 欧州委員会統計局は11月のユーロ圏失業率が6.3％と発表した。前月は6.3％[8]。
  - 欧州連合は12月のユーロ圏の物価(HICP)(速報値)が前年比2.4%増と発表した。食品とエネルギーを除くと2.7%増[9]。
- 8日
  -  日本のタイヤメーカー住友ゴム工業が、 アメリカ合衆国の大手タイヤメーカーグッドイヤーからアメリカやヨーロッパ、オセアニア地域での「ダンロップ」のタイヤブランドを買収すると発表。買収額はおよそ1000億円[10]。
  -  オーストラリアの統計局は11月の物価(CPI)が前年比2.3%上昇と発表した。CPIの中銀トリム平均値は3.2%上昇[11]。
- 9日
  -  日本の厚生労働省は11月の実質賃金が前年比0.3%減と発表した。減少は4カ月連続[12]。
  -  中国国家統計局は12月の物価(CPI)が前年比では0.1%上昇(通年では0.2%上昇)と発表した。食品とエネルギーを除くと0.4%上昇。生産者物価指数は2.3%下落(27カ月連続で下落)[13]。
  -  メキシコの国家統計地理情報局は12月の物価(CPI)が前年比4.21%上昇と発表した。エネルギーや食品を除くと3.65%上昇[14]。
- 10日
  -  アメリカ合衆国の労働省は12月の失業率が4.1%と発表した。前月は4.2%。非農業部門雇用者数は前月比25.6万人増。賃金は3.9%上昇[15]。
  -  日本の総務省は11月の消費支出が前年比0.4%減と発表した。4カ月連続の減少[16]。
  -  日本の財務省は2024年12月末の外貨準備高は1兆2307億ドルと発表した。前年比639億ドル(5%)減[17]。
- 12日 -  アメリカ合衆国のUSスチールと 日本の日本製鉄は対米外国投資委員会が買収計画の放棄期限延期を認めたと発表した。6月18日に延期される[18]。
- 14日
  -  日本の財務省は11月の経常収支が3兆3525億円の黒字と発表した。第1次所得収支は3兆4373億円の黒字[19]。
  -  アメリカ合衆国の労働省は12月の物価(PPI)が前年比3.3%上昇と発表した[20]。
  -  日本の債券市場で新発40年国債利回りが過去最高(2007年11月開始)の2.755％を付けた[21]。
- 15日
  -  ドイツの連邦統計局は2024年の国内総生産が前年比0.2%減と発表した[22]。
  -  韓国統計庁は2024年の失業率が2.8%と発表した。前年は2.7%。就業者数は15.9万人増[23]。
  -  アメリカ合衆国の労働省は12月の物価(CPI)が前年比2.9%上昇と発表した。エネルギーと食品を除くと3.2%上昇[20]。
  -  日本の観光庁は2024年の訪日外国人旅行者数が(2019年の記録を更新し)過去最高の3687万人と発表した。訪日外国人旅行消費額も過去最高の8兆1395億円[24]。
- 16日 -  オーストラリアの連邦統計局は12月の失業率が4.0%と発表した。前月は3.9%。就業者数は前月比5.63万人増[25]。
- 17日
  -  マレーシアの中央銀行は10-12月の国内総生産が前年比4.8%増と発表した。2024年通年では5.1%[26]。
  -  ドイツ株式市場のドイツ株価指数(DAX)は過去最高の20,903.39で終えた。[27]。
- 21日 -  イギリスの国家統計局は9-11月の失業率が4.4%と発表した。12月の被雇用者数は4.7万人減。賃金は前年比6.0%上昇[28]。
- 23日
  -  韓国の中央銀行は10-12月の国内総生産(速報値)が前年比1.2%増と発表した。2024年の成長率は2.0%[29]。
  -  シンガポールの当局は12月の物価(民間道路輸送と住居費を除くコアCPI)が前年比1.8%上昇と発表した。先月は1.9%上昇[30]。
  -  トルコの中央銀行は政策金利を2.5％下げ45％とした[31]。
  -  アメリカ合衆国株式市場のS&P500は過去最高の6,118.71で終えた[32]。
  -  ドイツ株式市場のドイツ株価指数(DAX)は過去最高の21,411.53で終えた[33]。
- 24日
  -  中華民国(台湾)の主計総処は10-12月の域内総生産(速報値)が前年比1.84%増と発表した。2024年の成長率は4.3%[34]。
  -  日本の厚生労働省は11月の実質賃金(確報値)が前年比0.5%増と発表した[35]。
  -  日本の総務省は12月の全国消費者物価指数(除く生鮮食品)が前年比3.0%上昇と発表した。生鮮・エネルギーを除くと2.4%上昇[36]。
  -  日本の中央銀行は政策金利を「0.25%程度」から「0.5%程度」に引き上げると発表した。17年ぶりの高水準[37]。
- 29日 -  オーストラリアの統計局は10-12月の物価(CPI)が前期比0.2%上昇と発表した。CPIの中銀トリム平均値は0.5%上昇[38]。
- 30日
  -  アメリカ合衆国の商務省は10-12月の国民総生産(速報値)が前期比年率2.3%増と発表した。物価(GDPデフレータ)は2.2%上昇、物価(コアPCE)は2.5%上昇[39]。
  -  メキシコの国家統計地理情報局は10-12月の国内総生産(速報値)が前期比0.6%減と発表した。前年比では0.6%増[40]。
  - 欧州連合の統計局は10-12月のユーロ圏域内総生産(速報値)が前期比横ばいと発表した[41]。
  - 欧州委員会統計局は12月の失業率は6.3％と発表した[42]。
  -  アルゼンチンの中央銀行は政策金利を3%引き下げ29%とした。12月のインフレ率は前月比2.7%[43]。
  -  アメリカ合衆国ニューヨークで金先物価格が過去最高値2,845.2ドルとなった[44]。
  - 欧州中央銀行は政策金利を0.25%引き下げ2.75%とした[45]。
- 31日
  -  オーストラリアシドニー株式市場の株価指数S&P/ASX 200は過去最高の8,532.30で終えた[46]。
  -  日本の総務省は12月の失業率が2.4%と発表した。前月から0.1ポイント改善。就業者数は前月に比べて14万人増加[47]。
  -  ドイツ連邦統計庁は1月の物価(HICP)(速報値)が前年比2.8%上昇と発表した。食品とエネルギーなどを除くと2.9%上昇[48]。
  -  ドイツ株式市場のドイツ株価指数(DAX)は過去最高の21,732.05で終えた[49]。
  - 欧州株のストックス欧州600指数は過去最高の539.53で終えた[50]。

### 2月
- 1日 -  アメリカ合衆国の大統領は4日から カナダと メキシコに25%の関税を課す大統領令に署名した。 中国には10%の追加関税[51]。
- 3日
  -  香港政府は10-12月の域内総生産(速報値)が前年比2.4%増と発表した。2024年では2.5%増[52]。
  - 欧州連合は1月のユーロ圏の物価(HICP)(速報値)が前年比2.5%上昇と発表した。エネルギーと飲食料を除いた指数で2.7%上昇[53]。
  -  トルコの統計局は1月の物価(CPI)が前年比42.12%上昇と発表した。8カ月連続で伸びが減速[54]。
  -  香港のオフショア人民元は対ドルで最安値、7.3765元となった[55]。
- 5日
  -  インドネシアの統計局は2024年の国内総生産が前年比5.03%増と発表した。2023年は5.05%増[56]。
  -  ニュージーランドの統計局は10-12月の失業率が5.1%と発表した。賃金(残業代を除いた民間部門の労働コスト指数)は0.6%上昇[57]。
  -  日本の厚生労働省は2024年の実質賃金が前年比0.2%減と発表した。3年連続のマイナス。物価(消費者物価指数)は3.2%上昇[58]。
  -  フィリピンの統計局は1月の物価(CPI)が前年比2.9%上昇と発表した。食品とエネルギー価格を除くと2.6%上昇[59]。
  -  韓国の1月末の外貨準備高は4年7カ月ぶり低水準、4,110.1億ドルとなった[60]。
  - ワールド・ゴールド・カウンシルは2024年の世界の金需要が過去最高の4974.5トンと発表した。10-12月の中央銀行による金購入は前年比54%増の333トン[61]。
  -  ケニアの中央銀行は政策金利を0.5%引き下げ10.75％とした。1月の物価(CPI)は前年比で3.3%上昇[62]。
- 6日
  -  韓国の中央銀行は12月の経常収支(速報値)が123.7億ドルの黒字と発表した。同月としては過去最大。2024年では990.4億ドルの黒字[63]。
  -  タイの商務省は1月の物価(CPI)が前年比1.32%上昇と発表した。コア指数は0.83%上昇[64]。
  -  イギリスの中央銀行は政策金利を0.25%引き下げ4.5%とした。12月の物価(CPI)は前年比で2.5%上昇[65]。
  -  メキシコの中央銀行は政策金利を0.5%引き下げ9.5%とした。1月前半のインフレ率は前年比3.69%[66]。
- 7日
  -  カナダの統計局は1月の失業率が6.6%と発表した。時給は前年比3.7%上昇[67]。
  -  アメリカ合衆国の労働省は1月の失業率が4.0%と発表した。非農業部門雇用者数は前月比14.3万人増。賃金は4.1%増[68]。
  -  ベトナムの統計総局の発表によると1月の物価(CPI)が前年比3.63％上昇と報道された。コアインフレ率は3.07％上昇[69]。
  -  日本の総務省は12月の消費支出が前年比2.7%増と発表した。2024年通年では1.1%減。2年連続で減少[70]。
  -  中国と インドネシアは通貨スワップ協定更新に合意したと発表した。規模は4,000億元/878万億ルピア。有効期間は5年[71]。
  -  ロシアの統計局は2024年の国内総生産(速報値)が前年比4・1%増と発表した。2年連続のプラス成長[72]。
  -  インドの中央銀行は政策金利を0.25%引き下げ6.25％とした。10月の物価(CPI)は前年比で6.2%上昇をピークに11月、12月は連続して減少[73]。
- 9日 -  中国の国家統計局は1月の物価(CPI)が前年比では0.5%上昇と発表した。物価(PPI)は2.3%下落(28カ月連続で下落)[74]。
- 10日
  -  アメリカ合衆国ニューヨークで金先物価格が過去最高値2,934.4ドルとなった[75]。
  -  ドイツ株式市場のドイツ株価指数(DAX)は過去最高の22,911.74で終えた[49]。
  - 欧州株のストックス600は過去最高の545.92で終えた[76]。
  -  日本の財務省は12月の経常収支が1兆0773億円の黒字と発表した。第1次所得収支は1兆2755億円の黒字。2024年通年の経常黒字は前年比6兆6689億円増。過去最大の29兆2615億円[77]。
  -  アメリカ合衆国の大統領は3月12日から鉄鋼・アルミニウム製品の輸入に対する追加関税を課す大統領令布告を発表した。追加関税の適用除外制度は廃止[78]。
- 12日
  -  アメリカ合衆国の労働省は1月の物価(CPI)が前年比3.0%上昇と発表した。食品とエネルギーを除くと3.3%上昇[79]。
  -  日本の野村総合研究所は1月の投信資金流入額が2兆1245億円と発表した。2007年3月に記録した1.8兆円を上回り、過去最大[80]。
  - 報道によると、 中国の共産党は万科を「大き過ぎてつぶせない」と判断した。万科は中国のデベロッパーとしての売上高5位[81]。
- 13日
  -  アメリカ合衆国ニューヨークで金先物価格が過去最高値2,945.4ドルとなった[82]。
  - 欧州株のストックス600は過去最高の553.75で終えた[83]。
- 14日
  - 欧州連合の統計局は10-12月のユーロ圏域内総生産(改定値)が前期比0.1%増と発表した[84]。
  -  マレーシアの中央銀行は10-12月の国内総生産が前年比5.0%増と発表した。2024年通年では5.1%増[85]。
  -  韓国統計庁は1月の失業率が3.7%と発表した。前年同月と同じ。就業者数は13.5万人増[86]。
  -  トルコの12月の失業率が8.5%と報道された。12年2カ月ぶりの低水準[87]。
  -  日本の総理大臣は3月からの「労務単価」を全国平均で6%引き上げると発表した[88]。
- 15日 -  中国の国家外為管理局(SAFE)の発表によると2024年の対中直接投資が1680億ドルの流出超と報道された。過去最大の流出超[89]。
- 16日 -  中国の国家外貨管理局は2024年の経常収支が4220億ドルの黒字と発表した。国内総生産比で2.2%[90]。
- 17日 -  日本の内閣府は10-12月の国内総生産(速報値)が年率換算で2.8%増と発表した。物価(GDPデフレーター)は2.8%上昇。雇用者報酬は3.3%増。2024年の国内総生産は0.1%増[91]。
- 18日
  -  イギリスの国立統計局は10-12月の失業率が4.4%と発表した。賃金(ボーナスを含む)は前年比6.0%上昇。1月の被雇用者数は前月比2.1万人増[92]。
  - 欧州株のストックス600は過去最高の557.17で終えた[93]。
- 19日
  -  オーストラリアの統計局は10-12月の賃金(WPI)が前年比3.2%増と発表した。2022年1-3月以来の低水準[94]。
  -  イギリスの国立統計局は1月の物価(CPI)が前年比3.0%上昇と発表した。エネルギー、食品、アルコール、たばこを除くと3.7%上昇[95]。
  -  日本の内閣府は2024年の民間需要(船舶・電力を除く)が前年比1.5増と発表した[96]。
  -  アメリカ合衆国株式市場のS&P500は過去最高の6,144.15で終えた[97]。
- 20日
  -  インドネシアの中央銀行は2024年の経常収支が89億ドルの赤字と発表した。国内総生産比で0.6%[98]。
  -  オーストラリアの統計局は1月の失業率が4.1%と発表した。前月は4.0%。就業者数は前月比4.43万人増。労働参加率は過去最高の67.3%[99]。
  -  アメリカ合衆国ニューヨークで金先物価格が過去最高値2,956.10ドルとなった[100]。
- 21日
  -  メキシコの国家統計地理情報局は10-12月の国民総生産が前期比0.6%減と発表した。前年比では0.5%増。2024年通年では1.2%増[101]。
  -  日本の総務省は1月の物価(CPI)(生鮮食品を除く)が前年比3.2%上昇と発表した。コメ類は過去最大(統計開始1971年)の70.9%上昇[96]。
- 24日 -  アメリカ合衆国ニューヨークで金先物価格が過去最高値2,963.20ドルとなった[102]。
- 25日 -  韓国の中央銀行は政策金利を0.25%引き下げ、2.75%とした[103]。
- 26日
  -  中華民国の行政院主計総処は1月の失業率が3.30%と発表した。24年ぶり低水準[104]。
  -  オーストラリアの統計局は1月の物価(CPI)が前年比2.5%上昇と発表した。CPIの中銀トリム平均値は2.8%上昇[105]。
  -  タイの中央銀行は政策金利を0.25%引き下げ2％とした[106]。
  - 欧州株のストックス600は過去最高の559.67で終えた[107]。
- 28日
  -  インド政府は10-12月の国民総生産が前年比6.2%増と発表した[108]。
  -  カナダの統計局は10-12月の国民総生産が前年比2.6%増と発表した[109]。
  -  トルコの統計庁は10-12月の国内総生産が前年比3.0%増と発表した。2024年通年では3.2%増[110]。
  -  ドイツの連邦雇用庁は2月の失業率が6.2%と発表した。前月も6.2％[111]。
  -  ドイツの連邦統計庁は2月の物価(HICP)(速報値)が前年比2.8%上昇と発表した。食品とエネルギーなどを除くと2.6%上昇[112]。
  -  アメリカ合衆国の商務省は1月の物価(PCE)が前年比2.5%上昇と発表した。食品とエネルギーを除くと2.6%上昇[113]。
  -  日本と インドの中央銀行は二国間通貨スワップ契約の延長に合意したと財務省が発表した。規模は750億ドル[114]。
  -  イギリス株式市場のFTSE100は過去最高の8,809.74で終えた[115]。

### 3月
- 3日
  -  インドネシア統計局は2月の物価(CPI)が前年比0.09%下落と発表した。下落は約20年ぶりで電気料金割引が主因。コアインフレ率は2.48%[116]。
  - 欧州連合の統計局は2月のユーロ圏の物価(HICP)(速報値)が前年比2.4%上昇と発表した。食品とエネルギー除くと2.6%上昇[117]。
  -  トルコの統計局は2月の物価(CPI)が前年比39.05%上昇と発表した。9カ月連続で伸びが減速[118]。
  -  ドイツ株式市場のドイツ株価指数(DAX)は過去最高の23,147.02で終えた[119]。
  - 欧州株のストックス600は過去最高の563.13で終えた[120]。
  -  イギリス株式市場のFTSE100は過去最高の8,871.31で終えた[121]。
- 4日
  -  南アフリカ共和国の統計局は10-12月の国内総生産は前期比0.6%増と発表した。通年では前年比は0.6%増[122]。
  -  オーストラリアの統計局は10-12月の経常収支が125億豪ドルの赤字と発表した[123]。
  -  日本の総務省は1月の失業率が2.5%と発表した。前月からよこばい。就業者数は前年に比べて65万人増加で、30ヶ月連続で増加[124]。
- 5日 -  韓国の中央銀行は2024年の国民総所得が1人当たり36,624ドルと発表した。前年比1.2％増。国内総生産(暫定値)は2.0％増[125]。
- 6日
  -  韓国の統計局は2月の物価(CPI)が前年比2.0%上昇と発表した。生鮮食品及びエネルギーを除くと1.8%上昇[126]。
  -  ベトナムの統計総局の発表によると2月の物価(CPI)が前年比2.91％上昇と報道された。コアインフレ率は2.87％上昇[127]。
  - 欧州中央銀行は政策金利を0.25%引き下げ2.5%とした。利下げは5会合連続[128]。
  -  ウクライナの中央銀行は政策金利を1%引き上げ15.5%とした。1月のインフレ率は12.9%[129]。
  -  トルコの中央銀行は政策金利を2.5％下げ42.5％とした。2月のインフレ率は39.5%[130]。
  -  香港株式市場のハンセン指数は3年ぶり高値の24,369.71で終えた[131]。
- 7日
  - 欧州連合の統計局は10-12月のユーロ圏域内総生産(確報値)が前期比0.2%増と発表した。 アイルランドのGDPは1.3%減から3.6%増に改定[132]。
  -  韓国の中央銀行は1月の経常収支(速報値)が29.4億ドルの黒字と発表した[133]。
  -  アメリカ合衆国の労働省は2月の失業率が4.1%と発表した。非農業部門雇用者数は前月比15.1万人増。賃金は前年比4%増[134]。
  -  タイの商務省は2月の物価(CPI)が前年比1.08%上昇と発表した。コア指数は0.99%上昇[135]。
  -  日本の経済産業大臣と外務大臣は「日英経済版2+2閣僚会合(経済版2+2)を開催」と発表した。会合に イギリスのビジネス貿易相と外相が出席[136][137]。
- 10日 -  日本の厚生労働省は1月の実質賃金が前年比1.8%減と発表した。物価(消費者物価指数)は4.7%上昇[138]。
- 11日 -  日本の内閣府は10-12月の国内総生産(改定値)が年率換算で2.8%増と発表した[139]。
- 12日
  -  韓国の統計庁は2月の失業率が3.2%と発表した。前年同月と同じ。就業者数は13.6万人増[140]。
  -  インドの政府は2月の物価(CPI)が前年比3.61％上昇と発表した。先月は4.26％上昇[141]。
  -  ブラジルの地理統計院は2月の物価(CPI)は5.06%上昇と発表した[142]。
  -  日本の中央銀行の発表によると2月の物価(企業物価指数)が前年比4%上昇と報道された。6ヵ月連続で3%超え[143]。
- 14日
  -  ドイツの連邦統計庁は2月の物価(HICP)(改定値)が前年比2.6%上昇と発表した[144]。
  -  アメリカ合衆国ニューヨークで金先物価格が過去最高値3,001.1ドルとなった[145]。
- 17日 -  日本の厚生労働省は2024年のフルタイムで働く人の月額賃金が前年比3.8％増と発表した。大企業は5.3%増[146]。
- 18日
  -  スリランカの統計局は2024年の国内総生産が5％増と発表した。2023年は2.3％減だった[147]。
  -  チリの中央銀行は10-12月の国内総生産が前年比4.0％増と発表した。通年では2.6%増[148]。
  -  カナダの統計局は2月の物価(CPI)が前年比2.6%上昇と発表した[149]。
- 20日
  -  ニュージーランドの統計局は10-12月の国内総生産が前期比0.7％増と発表した。7-9月(改定値)は1.1％減[150]。
  -  アメリカ合衆国の商務省は2024年の経常収支が1兆1336億ドルの赤字と発表した。国内総生産の3.9%[151]。
  -  オーストラリアの統計局は2月の失業率が4.1%と発表した。前月も4.1%。就業者数は前月比5.28万人減。労働参加率は66.8%[152]。
  -  アメリカ合衆国ニューヨークで金先物価格が過去最高値3,043.8ドルとなった[153]。
- 21日
  -  ドイツ連邦参議院（上院）は、国防費の増強など財政出動に必要な基本法改正を承認した[154]。
  -  日本の総務省は2月の物価(コアCPI)が前年比3.0%上昇と発表した。コメ類は80.9%上昇[155]。
  -  日本の中央銀行は2024年末の家計の金融資産が過去最高の2,230兆円と発表した。前年比4%増[156]。
- 26日
  -  イギリスの国立統計局は2月の物価(CPI)が前年比2.8%上昇と発表した[157]。
  -  オーストラリアの統計局は2月の物価(CPI)が前年比2.4%上昇と発表した。CPIの中銀トリム平均値は2.7%上昇[158]。
  -  アメリカ合衆国の大統領は4月3日から輸入自動車に25%の関税を課す計画を発表した。一部自動車部品は当面、関税が免除される[159]。
- 27日
  -  アメリカ合衆国の商務省は10-12月の国民総生産(確報値)が年率換算前期比2.4%増と発表した。関税懸念から前倒し購入が進み企業利益は過去最高[160]。
  -  メキシコの中央銀行は政策金利を0.5%引き下げ9%とした。3月前半のインフレ率は前年比3.67%[161]。
- 28日
  -  フランスの国立統計経済研究所は3月の物価(EU基準CPI)(速報値)が前年比0.9%上昇と発表した[162]。
  -  アメリカ合衆国の商務省は2月の物価(PCE)が前年比2.5%上昇と発表した。食品とエネルギーを除くと2.8%上昇[163]。
  -  アメリカ合衆国ニューヨークで金先物価格が過去最高値3,114.3ドルとなった[164]。
- 31日
  -  中国の物価(GDPデフレータ)は8四半期連続でマイナスと公表された[165]。
  -  ドイツの連邦統計庁は3月の物価(HICP)(速報値)が前年比2.3%上昇と発表した。前月は2.6%上昇。食品とエネルギー価格を除くと2.5%上昇[166]。
  -  韓国ウォンは対ドルで16年ぶりの安値、1472.9ウォンで終えた[167]。
  -  中国の財政部は国有大手4銀行に5,000億元のTier 1資本増強すると発表した[168]。
  -  ウクライナの国家統計局は2024年の国民総生産が2.9％増と発表した。物価(GDPデフレーター)は12.3％上昇[169]。

### 4月
- 1日
  -  日本の総務省は2月の失業率が2.4%と発表した。前月は2.5%。就業者数は前年に比べて11万人減少[170]。
  - 1-3月の欧州株ETFへの資金流入が過去最高(前年比7倍)の106億ドルと報道された[171]。
- 2日 -  アメリカ合衆国ニューヨークで金先物価格が過去最高値3,166.2ドルとなった[172]。
- 3日 -  トルコの統計局は3月の物価(CPI)が前年比38.10%上昇と発表した。10カ月連続で伸びが減速[173]。
- 4日
  -  アメリカ合衆国の労働省は3月の失業率が4.2%と発表した。非農業部門雇用者数は前月比22.8万人増。賃金は前年比3.8%増[174]。
  -  カナダの統計局は3月の失業率が6.7%と発表した。前月は6.6%。雇用者数は前月比3.26万人減で3年ぶりの減少[175]。
  -  フィリピンの統計局は3月の物価(CPI)が前年比1.8%上昇と発表した。前月は2.1%上昇。エネルギーと食品を除くと2.2%上昇[176]。
- 6日 -  ベトナムの統計総局は1−3月の国内総生産が前年比6.93％増と報道された。前年10-12月は7.75%増だった[177]。
- 7日
  -  日本の厚生労働省は2月の実質賃金が前年比1.2％減と発表した。2カ月連続減少[178]。
  -  香港株式市場のハンセン指数は1997年以来の値下がり率、13％下落で引けた[179]。
- 8日
  -  韓国の中央銀行は2月の経常収支が71.8億ドルの黒字と発表した。22か月連続黒字[180]。
  -  日本の財務省は2月の経常収支が4兆0,607億円の黒字と発表した。1985年の統計開始以来過去最大の黒字。第1次所得収支は3兆8,817億円の黒字[181]。
  -  アメリカ合衆国ニューヨークで原油先物価格(WTI)が4年ぶりの安値、59.58ドルで引けた[172]。
  -  ケニアの中央銀行は政策金利を0.75%引き下げ10%とした。物価(CPI)は前年比3.6%上昇[182]。
- 9日
  -  韓国の統計庁は3月の失業率が3.1%と発表した。就業者数は前年比19.3万人増[183]。
  -  ベトナムの統計総局は1−3月の失業率が2.2％と発表した[184]。
  -  メキシコの国家統計地理情報局は3月の物価(CPI)が前年比3.80%上昇と発表した。食品とエネルギーを除くと3.68%上昇[185]。
  -  中国オフショア人民元は対ドルで最安値、7.4288元となった[186]。
  -  インドの中央銀行は政策金利を0.25%引き下げ6%とした[187]。
  -  ニュージーランドの中央銀行は政策金利を0.25%引き下げ3.5%とした[188]。
- 10日
  -  アメリカ合衆国の商務省は3月の物価(CPI)が前年比2.4%上昇と発表した。食品とエネルギーを除くと2.8%上昇[189]。
  -  中国の国家統計局は3月の物価(CPI)が前年比0.1%下落と発表した。2ヶ月連続の下落。食品と燃料価格を除くと0.5%上昇[190]。
  -  フィリピンの中央銀行は政策金利を0.25%下げ、5.5%とした[191]。
- 11日
  -  アメリカ合衆国ニューヨークで10年国債が過去20年余りで最大の金利上昇(価格下落)し、一時4.592%と報道された。30年債は1987年以来最大の金利上昇で一時4.856%[192][193]。
  -  アメリカ合衆国ニューヨークで金先物価格が過去最高値3,244.6ドルとなった[192]。
- 16日
  - 欧州中央銀行は2月のユーロ圏経常収支が343億ユーロの黒字と発表した。先月は403億ユーロの黒字[194]。
  -  アメリカ合衆国ニューヨークで金先物価格が過去最高値3,346.4ドルとなった[195]。
- 17日
  -  オーストラリアの政府は3月の失業率が4.1%と発表した。2月(改定値)は4%。雇用者数は3.22万人増[196]。
  - 欧州中央銀行は政策金利を0.25%引き下げ2.25%とした。利下げは6会合連続[197]。
  -  トルコの中央銀行は政策金利を3.5%引き上げ46%とした。4ヶ月前の利下げから政策転換[198]。
- 18日
  -  マレーシアの中央銀行は1-3月の国内総生産)(速報値)が前年比4.4%増と発表した。前期は5%増。対米輸出は前期比50.8%増加し過去最高[199]。
  -  日本の総務省は3月の物価(コアCPI)が前年比3.2%上昇と発表した。コメ類は92.5%上昇[200]。
- 21日 -  アメリカ合衆国ニューヨークで金先物価格が過去最高値3,425.3ドルとなった[201]。
- 23日
  -  マレーシアの統計局は3月の物価(CPI)が前年比1.4%上昇と発表した。食品やエネルギーなどを除くと1.9%上昇[202]。
  -  香港の政府統計処は3月の物価(総合CPI)が前年比1.4%上昇と発表した。前月から横ばい[203]。
- 24日 -  韓国の中央銀行は1-3月の国内総生産(速報値)が前年比0.2%減と発表した[204]。
- 26日 -  アメリカ合衆国のドル指数は1月20日(トランプ政権発足)から4月25日までに約9%下落と報道された[205]。
- 30日
  -  アメリカ合衆国の商務省は1-3月の国民総生産(速報値)が前期比年率0.3%減と発表した。物価(GDPデフレータ)は3.7%上昇、物価(コアPCE)は3.5%上昇[206]。
  -  オーストラリアの統計局は1-3月の物価(CPI)が前年比2.4%上昇と発表した。物価(CPIの中銀トリム平均値)は2.9%上昇[207]。
  -  ドイツの連邦統計庁は4月の物価(HICP)(速報値)が前年比2.2%上昇と発表した。前月は2.3%上昇。食品とエネルギー価格を除くと2.9%上昇[208]。
  -  タイの中央銀行は政策金利を0.25%引き下げ1.75％とした[209]。

### 5月
- 1日
  -  サウジアラビアの統計局は1-3月の国内総生産(速報値)が前年比2.7%増と発表した。非石油部門は4.2%増[210]。
- 2日
  -  香港政府は1-3月の域内総生産(速報値)が前年比3.1%増と発表した[211]。
  -  アメリカ合衆国の労働省は4月の失業率が4.2%と発表した。非農業部門雇用者数は前月比17.7万人増。賃金は前年比3.8%上昇[212]。
  -  日本の総務省は2024年度の失業率が2.5%と発表した。前年度は2.6%。全就業者数は過去最多の6797万人[213]。女性の就業者数は3年連続で過去最多(統計開始1953年度)[214]。
  -  インドネシア統計局は4月の物価(CPI)が前年比1.95%上昇と発表した。インフレ率は1.03%[215]。
  - 欧州連合の統計局は4月のユーロ圏の物価(HICP)(速報値)が前年比2.2%上昇と発表した。食品とエネルギー除くと2.7%上昇[216]。
- 6日
  -  アメリカ合衆国の商務省は3月の貿易収支の赤字は過去最大の1404.98億ドルと発表した。高関税政策の駆け込み輸入のため[217]。
  -  フィリピンの統計局は4月の物価(CPI)が前年比1.4%上昇と発表した。食品とエネルギー価格を除くと2.2%上昇[218]。
- 7日
  -  ブラジルの中央銀行は政策金利を0.5%引き上げ14.75%とした。インフレ率は5.49%[219]。
  -  中国の中央銀行は1兆元の金融緩和策を発表した。政策金利は0.1%引き下げ[220]。
  -  日本の10年国債と30年国債の利回り格差が過去最大(発行開始1999年)の1.55%と報道された。40年国債利回りは過去最高の3.25％[221]。
  -  チェコの中央銀行は政策金利を0.25%引き下げ3.5%とした。4月のインフレ率は1.8%上昇[222]。
- 8日
  -  フィリピンの当局は1-3月の国内総生産が前年比5.4%増と発表した[223]。
  -  メキシコの国家統計地理情報局は4月の物価(CPI)が前年比3.93%上昇と発表した。食品とエネルギーを除くと3.93%上昇[224]。
  -  イギリスの中央銀行は政策金利を0.25%引き下げ4.25%とした[225]。
- 9日
  -  ケニアの国家統計局は2024年の国内総生産が前年比4.7％増と発表した。輸出は48.6%増の296億シリング[226]。
  -  韓国の中央銀行は3月の経常収支(速報値)が91.4億ドルの黒字と発表した。1年11カ月連続の黒字[227]。
  -  カナダの統計局は4月の失業率が6.9%と発表した。純雇用者数は7400人増[228]。
  -  日本の厚生労働省は3月の実質賃金が前年比2.1%減と発表した。3カ月連続マイナス。物価(消費者物価指数)は4.2%上昇[229]。
  -  ドイツ株式市場のドイツ株価指数(DAX)は過去最高の23,499.32で終えた[230]。
- 10日 -  中国の国家統計局は4月の物価(CPI)が前年比0.1%下落と発表した。食品と燃料価格を除くと0.5％上昇。物価(PPI)は2.7%下落[231]。
- 12日 -  日本の財務省は3月の経常収支(速報値)が3月としては過去最高(統計開始1985年)の3兆6781億円の黒字と発表した。第1次所得収支は過去最高の3兆9202億円の黒字[232]。
- 13日
  -  インドの統計・計画実施省は4月の物価(CPI)が前年比3.16%上昇と発表した。先月は3.34%上昇[233]。
  -  アメリカ合衆国の労働省は4月の物価(CPI)が前年比2.3%上昇と発表した。食品とエネルギーを除くと2.8%上昇[234]。
- 14日
  -  アルゼンチンの国家統計センサス局は4月の物価(CPI)が前年比2.8%上昇と発表した[235]。
  -  オーストラリアの統計局は1-3月の賃金(WPI)が前年比3.4%上昇と発表した[236]。
- 15日 -  メキシコの中央銀行は政策金利を0.5%引き下げ8.5%とした[237]。
- 16日
  -  日本の内閣府は1-3月の国内総生産(速報値)が年率換算前期比0.7%減と発表した。物価(GDPデフレーター)は前年同期比3.3%上昇[238]。
  -  マレーシアの中央銀行は1-3月の国内総生産が前年比4.4%増と発表した。前期(改定値)は4.9%増[239]。
  -  ドイツ株式市場のドイツ株価指数(DAX)は過去最高の23,767.43で終えた[230]。
  -  イギリスの米国債保有高が3月に7793億ドルとなり、 中国の7654億ドルを抜いて2位となった。1位は 日本の1.13兆ドル[240]。
- 20日 -  オーストラリアの中央銀行は政策金利を0.25%引き下げ3.85%とした[241]。
- 21日
  -  南アフリカ共和国の統計局は4月の物価(CPI)が前年比2.8%上昇と発表した。前月は3.7%上昇[242]。
  -  イギリスの国立統計局は4月の物価(CPI)が前年比3.5%上昇と発表した[243]。
  -  日本の新発30年国債利回りが過去最高の3.185％を付けた。新発40年国債も過去最高の3.635%[244]。
  -  ドイツ株式市場のドイツ株価指数(DAX)は過去最高の24,122.40で終えた[245]。
  -  インドネシアの中央銀行は政策金利を0.25%引き下げ5.5%とした[246]。
- 22日
  -  シンガポールの貿易産業省は1-3月の国内総生産(改定値)が前年比3.9%増と発表した[247]。
  -  日本の厚生労働省は2024年度の実質賃金が前年比0.5%減と発表した。3年連続マイナス[248]。
  -  スリランカの中央銀行は政策金利を0.25%引き下げ7.75%とした[249]。
- 23日
  -  ドイツの連邦統計庁は1-3月の国内総生産(改定値)が前期比0.4%増と発表した[250]。
  -  日本の総務省は4月の物価(コアCPI)が前年比3.5%上昇と発表した。物価(コアコアCPI)は3.0%増[251]。
- 25日 - 行き詰まっていた アメリカ合衆国のUSスチール買収計画に対し、トランプ大統領は日本製鉄の貢献を評価し買収計画を前進させた、と報道された[252]。
- 26日 -  ブラジルの中央銀行は4月の経常収支が13.47億ドルの赤字と発表した。12ヶ月の経常赤字は国民総生産比3.22%[253]。
- 27日
  -  日本の財務省は2024年末の対外純資産が533.5兆円と発表した。国・地域別では34年ぶりに首位ではなくなった[254]。
  -  ドイツ株式市場のドイツ株価指数(DAX)は過去最高の24,226.49で終えた[255]。
- 28日
  -  インド政府は1-3月の国内総生産が前年比7.4%増と発表した。前期は6.4%増[256]。
  -  オーストラリアの統計局は4月の物価(CPI)が前年比2.4%上昇と発表した。トリム平均値は2.8%上昇[257]。
- 29日
  -  アメリカ合衆国の商務省の発表によると1-3月の国民総生産(改定値)が前期比年率0.2％減と報道された[258]。
  -  韓国の中央銀行は政策金利を0.25%引き下げ、2.5%とした[259]。
- 30日
  -  カナダの統計局は1-3月の国内総生産が年率換算前期比2.2%増と発表した。対米輸出が関税前に増加したため[260]。
  -  トルコの統計庁は1-3月の国内総生産が前年比2.0%増と発表した[261]。
  -  ドイツ連邦統計庁は5月の物価(HICP)(速報値)が前年比2.1%上昇と発表した。食品とエネルギーを除くと2.8%上昇[262]。
  -  日本の総務省は4月の失業率が2.5%と発表した。前月も2.5%[263]。

### 6月
- 3日
  -  オーストラリアの統計局は1-3月の経常収支が147億豪ドルの赤字と発表した。前期10-12月は163億豪ドルの赤字[264]。
  -  トルコ統計局は5月の物価(CPI)が前年比35.41%上昇と発表した[265]。
  - 欧州連合統計局は4月のユーロ圏失業率が6.2%と発表した。前月は6.3%[266]。
  -  スイスの連邦統計局は5月の物価(CPI)が前年比0.1%下落と発表した[267]。
- 4日
  -  オーストラリアの統計局は1-3月の国内総生産が前期比0.2%増と発表した。物価(内需デフレーター)は3.3%上昇[268]。
  -  韓国統計局は5月の物価(CPI)が前年比1.9%上昇と発表した[269]。
- 5日
  -  フィリピンの統計局は5月の物価(CPI)が前年比1.3%上昇と発表した。食品とエネルギーを除くと2.2%上昇[270]。
  -  日本の厚生労働省は4月の実質賃金が前年比1.8%減と発表した。4カ月連続マイナス。物価(消費者物価指数)は4.1%上昇[271]。
  - 欧州中央銀行は政策金利を0.25%下げ、2%とした[272]。
  -  ドイツ株式市場のドイツ株価指数(DAX)は過去最高の24,323.58で終えた[273]。
- 6日
  - 欧州連合の統計局は1-3月のユーロ圏域内総生産(確報値)が前期比0.6％増と発表した。前年比では1.5%増[274]。
  -  タイの商務省は5月の物価(CPI)が前年比0.57%下落と発表した。食品とエネルギーを除くと1.06%上昇[275]。
  -  アメリカ合衆国の労働省は5月の失業率が4.2%と発表した。前月も4.2%。非農業部門雇用者数は前月比13.9万人増。賃金は3.9%上昇[276]。
  -  ロシアの中央銀行は政策金利を1%引き下げ、20%とした[277]。
  -  インドの中央銀行は政策金利を0.5%引き下げ、5.5%とした[278]。
  -  アメリカ合衆国ニューヨークで銀先物価格が13年ぶりの高値36.3ドル台となった[279]。
  -  カナダの統計局は5月の失業率が7%と発表した。失業者数は160万人で前年比14%増[280]。
- 9日
  -  日本の内閣府は1-3月の国内総生産(改定値)が年率換算前期比0.2%減と発表した。減少となるのは4期ぶり[281]。
  -  日本の財務省は4月の経常収支が2兆2580億円の黒字と発表した。4月としては過去最高(統計開始1985年)。第1次所得収支は3兆5899億円の黒字[282]。
  -  中国の国家統計局は5月の物価(消費者物価指数)が前年比0.1%下落と発表した。生産者物価指数は3.3%下落[283]。
- 10日
  -  韓国の中央銀行は4月の経常収支(速報値)が57億ドルの黒字と発表した。24カ月連続の黒字[284]。
  -  イギリスの国立統計局は2-4月の失業率が4.6%と発表した。1-3月は4.5%。2-4月の賃金上昇率は5.2%[285]。
- 11日
  -  アメリカ合衆国の4月の物価(総合CPI)が前年比2.4%上昇と報道された。食品とエネルギーを除くと2.8%上昇[286]。
  -  マレーシアの統計局は4月の失業率(速報値)が3.0%と発表した。10年ぶりの低水準[287]。
- 12日 -  アルゼンチンの国家統計センサス局は5月の物価(CPI)が前年比43.5%上昇と発表した[288]。
- 13日
  -  アメリカ合衆国ニューヨークで金先物価格が過去最高値、3,452.8ドルとなった[289]。
  -  アメリカ合衆国の大統領はUSスチール買収計画を承認した。日本製鉄は普通株を100％取得し110億ドルを投資。米政府は「黄金株」を取得[290]。
- 14日 - 公的準備資産の20％を金が占め、2位に浮上したと報道された。3位に転落したユーロは16％。1位の アメリカ合衆国ドルは46%[291]。
- 18日
  -  ニュージーランドの統計局は1-3月の経常収支が23.24億NZドルの赤字と発表した。季節調整済みだと55.48億NZドルの赤字[292]。
  -  イギリスの国立統計局は5月の物価(CPI)が前年比3.4%上昇と発表した[293]。
  -  南アフリカ共和国の統計局は5月の物価(CPI)が前年比2.8%上昇と発表した。食品・エネルギーなどを除くと3.0%上昇[294]。
  -  ブラジルの中央銀行は政策金利を0.25%引き上げ15%とした[295]。
- 19日
  -  ニュージーランドの統計局は1-3月の国内総生産が前期比0.8％増と発表した。前年比では0.7％減[296]。
  -  フィリピンの中央銀行は政策金利を0.25%下げ、5.25%とした[297]。
  -  オーストラリアの統計局は5月の失業率が4.1%と発表した。就業者数は前月比2,500人減少[298]。
  -  スイスの中央銀行は政策金利を0.25%引き下げ0%とした[299]。
- 20日 -  日本の総務省は5月の物価(コアCPI)が前年比3.7%上昇と発表した。コメ類は101.7%増[300]。
- 24日
  -  アメリカ合衆国の商務省は1-3月の経常収支赤字が過去最高の4502億ドルと発表した。関税引き上げの回避と報じられた[301]。
  -  カナダ統計局は5月の物価(CPI)が前年比1.7%上昇と発表した。前月も1.7%上昇[302]。
- 25日
  -  オーストラリアの統計局は5月の物価(CPI)が前年比2.1%上昇と発表した。トリム平均値は2.4%上昇[303]。
  -  ロシアの中央銀行は「デジタルルーブル」(Цифровой рубль)の決済開始日を2026年9月1日にすると発表した[304]。
  - 北大西洋条約機構加盟国は防衛費支出を国内総生産比5%に引き上げる目標で合意した[305]。
- 26日
  -  アメリカ合衆国の商務省は1-3月の国民総生産(確報値)が年率換算前期比0.5％減と発表した。国内総所得は0.2%増[306]。
  -  メキシコの中央銀行は政策金利を0.5%引き下げ8%とした。6月前半のインフレ率は前年比4.51%[307]。
- 27日
  -  フランスの国立統計経済研究所は6月の物価(EU基準CPI)(速報値)が前年比0.8%上昇と発表した[308]。
  -  日本の総務省は5月の失業率が2.5%と発表した。前月も2.5%[309]。
  -  アメリカ合衆国株式市場のS&P500は過去最高の6,173.07で終えた。ナスダック総合は過去最高の20,273.46で終えた[310]。
  -  インドの中央銀行は1-3月の経常収支が135億ドルの黒字(GDPの1.3%)と発表した。送金額は過去最高の1230億ドル[311]。
- 30日 -  イギリスの国立統計局は1-3月の国内総生産(確報値)が前期比0.7%増と発表した。前期は0.1%増だった[312]。

### 7月
- 1日 - 欧州連合統計局は6月のユーロ圏の物価(HICP)(速報値)が前年比2.0%上昇と発表した。食品と燃料価格を除くと2.3%上昇[313]。
- 2日
  -  イタリアの統計局は5月の失業率が6.5%と発表した。前月(改定値)は6.1%[314]。
  -  ロシアの連邦統計局は5月の失業率が過去最低の2.2％と発表した。前月は2.3%[315]。
- 3日
  -  トルコ統計局は6月の物価(CPI)が前年比35.05%上昇と発表した[316]。
  -  スイスの連邦統計局は6月の物価(CPI)が前年比0.1%上昇と発表した。前月は0.1%下落[317]。
  -  アメリカ合衆国の労働省は6月の失業率が4.1%と発表した。前月は4.2%。非農業部門雇用者数は前月比14.7万人増[318]。
  -  アメリカ合衆国株式市場のS&P500は過去最高の6,279.35で終えた。ナスダック総合は過去最高の20,601.10で終えた[319]。
- 4日
  -  韓国の中央銀行は5月の経常収支(速報値)が101.4億ドルの黒字と発表した。25カ月連続の黒字[320]。
  -  フィリピンの統計局は6月の物価(CPI)が前年比1.4%上昇と発表した。食品とエネルギーを除くと2.2%上昇[321]。
- 5日 -  ベトナムの統計総局の発表によると、4−6月の国内総生産が前年比7.96%増と報道された。4−6月(改定値)は7.05%増[322]。
- 7日
  -  バングラデシュの統計局は1-3月の国内総生産が前年比4.86%増と発表した。2024年10−12月は4.48%増[323]。
  -  タイの商務省は6月の物価(CPI)が前年比0.25%下落と発表した。食品とエネルギーを除くと1.06%上昇[324]。
  -  日本の厚生労働省は5月の実質賃金が前年比2.9%減と発表した。5カ月連続マイナス。物価(消費者物価指数)は4.0%上昇[325]。
- 8日
  -  日本の財務省は5月の経常収支が3兆4364億円の黒字と発表した。5月としては過去最高。第1次所得収支は4兆2555億円の黒字[326]。
  -  アメリカ合衆国ニューヨークで銅先物価格が一時、最高値の5.5955ドルを付けた。米大統領は銅・銅製品に50%の関税の方針[327]。
- 9日
  -  中国の国家統計局は6月の物価(消費者物価指数)が前年比0.1%上昇と発表した。生産者物価指数は3.6%下落[328]。
  -  メキシコの国家統計地理情報局は6月の物価(CPI)が前年比4.32%上昇と発表した。食品とエネルギーを除くと4.24%上昇[329]。
  -  ドイツ株式市場のドイツ株価指数(DAX)は過去最高の24,549.56で終えた[330]。
- 10日 -  アメリカ合衆国株式市場のS&P500は過去最高の6,280.46で終えた。ナスダック総合は過去最高の20,630.67で終えた[331]。
- 11日 -  カナダの統計局は6月の失業率が6.9%と発表した。雇用者数は8万3100人増[332]。
- 15日
  -  中国の国家統計局は4−6月の経済成長に対する消費の寄与度が52%強と発表した。1年前は60%強。物価(GDPデフレーター)は9四半期連続のマイナス[333]。
  -  中国と エジプトの中央銀行は金融協力の了解覚書を交わしたと発表した。了解覚書は「金融政策の枠組み、金融市場、決済システム」「自国通貨建て決済」「中央銀行デジタル通貨」の協力を含む[334]。
  -  アメリカ合衆国の6月の物価(総合CPI)が前年比2.7%上昇と報道された。食品とエネルギーを除くと2.9%上昇[335]。
  -  カナダの統計局は6月の物価(CPI)が前年比1.9%上昇と発表した。CPIメジアンは3.1%上昇。CPIトリムは3%上昇[336]。
- 16日
  -  イギリスの国立統計局は6月の物価(CPI)が前年比3.6%上昇と発表した[337]。
  -  インドネシアの中央銀行は政策金利を0.25%引き下げ5.25%とした[338]。
- 17日
  -  オーストラリアの統計局は6月の失業率が4.3%と発表した。就業者数は前月比2,000人増[339]。
  -  イギリスの政府統計局は3-5月の失業率が4.7%と発表した。2-4月は4.6%[340]。
  -  イギリスの国立統計局は3-5月の賃金上昇率は5.0%と発表した[341]。
  -  日本の財務省は2024年度の労働分配率が51年ぶりの低水準、53.9%と発表した。企業の内部留保は24年度末の時点で636兆円と過去最高[342]。
  -  アメリカ合衆国株式市場のS&P500は過去最高の6,297.36で終えた[343]。
- 18日
  -  マレーシアの統計局は4-6月の国内総生産(速報値)が前年比4.5%増と発表した。1-3月は4.4%増[344]。
  -  日本の総務省は6月の物価(コアCPI)が前年比3.3%上昇と発表した。コメ類は100.2上昇。伸び率が前月を下回るのは2023年7月以来[345]。
  -  アメリカ合衆国株式市場のナスダック総合は過去最高の20,895.66で終えた[346]。
  -  アメリカ合衆国の大統領はステーブルコインの普及を目指すジーニアス法(en:GENIUS_Act)を成立させた。ドルに連動させる暗号資産発行者に流動性の高い裏付け資産を持つことを義務付ける[347]。
- 22日
  -  中華民国の行政院主計総処は6月の失業率(季節調整後)が3.34%と発表した[348]。
  -  日本の日本証券業協会は海外から超長期国債への資金流入が過去最高を更新したと公表した。4-6月の外国人投資家の買い越しが5兆196億円で、過去最高だった1-3月の3兆7850億円を上回った[349]。
- 23日 -  南アフリカ共和国の統計局は6月の物価(CPI)が前年比3.0%上昇と発表した。前月は2.8%上昇[350]。
- 24日
  -  韓国の中央銀行は4-6月の国内総生産(速報値)が前年比0.5%増と発表した[351]。
  -  アメリカ合衆国株式市場のS&P500は過去最高の6,363.35で終えた。ナスダック総合は過去最高の21,057.96で終えた[352]。
  -  トルコの中央銀行は政策金利を3%上げ43%とした[353]。
  -  中国 香港株式市場の上海総合指数は2022年1月以来の高値の3,605.7269で終えた。ハンセン指数は2021年11月以来の高値、25,667.18で終えた[354]。
  -  日本のTOPIXは過去最高の2,977.55で終えた[355]。
- 25日
  -  ロシアの中央銀行は政策金利を2%引き下げ、18%とした[356]。
  -  中国の中央銀行は物価(GDPデフレータ)が9四半期連続で低下と発表した。過去最長(統計開始1993年)の物価下落[357]。
- 28日 -  アメリカ合衆国株式市場のS&P500は過去最高の6,389.77で終えた。ナスダック総合は過去最高の21,178.58で終えた[358]。
- 29日 -  チリの中央銀行は政策金利を4.75%に引き下げた[359]。
- 30日
  -  アメリカ合衆国の商務省は4-6月の国民総生産(速報値)が3.0%増と発表した。物価(GDPデフレータ)は2.0%上昇、物価(コアPCE指数)は2.5%上昇[360]。
  - 欧州連合の統計局は4-6月のユーロ圏域内総生産(速報値)が前期比0.1％増と発表した[361]。
  -  メキシコの国家統計地理情報局は4-6月の国民総生産(速報値)が前期比0.7%増と発表した[362]。
  -  オーストラリアの統計局は4-6月の物価(CPI)が前年比2.1%上昇と発表した。トリム平均値は2.9%上昇[363]。
  -  日本の厚生労働省によると2024年度の男性の育児休業の取得率が過去最高の40.5%と報道された。女性は86.6%[364]。
- 31日
  -  中華民国(台湾)の主計総処は4-6月の域内総生産(速報値)が前年比7.96%増と発表した。年率換算前期比は12.89%増[365]。
  -  香港政府は4-6月の域内総生産が前年比3.1%増と発表した。10四半期連続増[366]。
  -  ドイツの連邦統計庁は7月の物価(HICP)(速報値)が前年比1.8%上昇と発表した。食品とエネルギーを除くと2.7%上昇[367]。
  - 欧州連合統計局は6月のユーロ圏失業率が6.2%と発表した。過去最低水準を維持[368]。
  -  アメリカ合衆国の大統領は69カ国・地域に相互関税を課す大統領令に署名した。 イギリスには10%、 日本、 韓国、欧州連合には15%[369]。

### 8月
- 1日
  -  インドネシアの統計局は6月の物価(CPI)が前年比2.37%上昇と発表した。コアインフレ率は2.32%上昇。中央銀行の目標レンジ内に収まった[370]。
  -  日本の総務省は6月の失業率が2.5%と発表した。就業者数は過去最多(統計開始1953年1月)の6873万人[371]。
- 5日
  -  インドネシアの統計局は4-6月の国内総生産が前年比5.12%増と発表した。予想外の上振れにシンクタンクが異議を唱えた[372]。
  -  フィリピンの統計局は7月の物価(CPI)が前年比0.9%上昇と発表した。食品とエネルギーを除くと2.3%上昇[373]。
- 6日
  -  タイの商務省は7月の物価(CPI)が前年比0.7%下落と発表した。下落は4ヶ月連続。食品とエネルギーを除くと0.84%上昇[374]。
  -  ニュージーランドの統計局は4-6月の失業率が5.2%と発表した。1-3月は5.1%[375]。
  -  中国株式市場の上海総合指数は3年半ぶりの高値、3,633.9949で終えた[376]。
- 7日
  -  フィリピンの統計局は4-6月の国内総生産が前年比5.5%増と発表した。農業部門は7%増[377]。
  -  ベトナムの統計局の発表によると7月の物価(CPI)が前年比3.19％上昇と報道された。コアインフレ率は3.30％上昇[378]。
  -  メキシコの中央銀行は政策金利を0.25%引き下げ7.75%とした。7月の物価(CPI)は前年比3.51%増[379]。
  -  イギリスの中央銀行は政策金利を0.25%引き下げ4%とした[380]。
- 8日
  -  日本の財務省は6月の経常収支が1兆3482億円の黒字と発表した。第1次所得収支は1兆5007億円の黒字[381]。
  -  日本の財務省は1-6月の経常収支が14兆5988億円の黒字と発表した。過去2番目(統計開始1985年)の高水準。第1次所得収支は過去最大の黒字。旅行収支は過去最大(統計開始1996年)[382]。
  -  日本の東証株価指数(TOPIX)は過去最高の3,024.21で終えた[383]。
  -  カナダの統計局によると7月の失業率が6.9%と報道された。雇用ネットは4.08万人減[384]。
  -  アメリカ合衆国の国土安全保障省の税関・国境取締局が一部の金地金に関税を課すと報道された[385]。
  -  アメリカ合衆国株式市場のナスダック総合は過去最高の21,450.02で終えた。ニューヨークで金先物価格が過去最高値、3,491.3ドルとなった[386]。
- 9日 -  中国の国家統計局は7月の物価(消費者物価指数)が前年比横ばいと発表した。生産者物価指数は3.6%下落。下落は2年以上続いている[387]。
- 12日
  -  アメリカ合衆国の7月の物価(総合CPI)が前年比2.7%上昇と報道された。食品とエネルギーを除くと3.1%上昇[388]。
  -  南アフリカ共和国の統計局は4-6月の失業率が33.2%と発表した。1−3月は32.9%[389]。
  -  イギリスの6月の失業率が4.7%と報道された。賃金上昇率は5.0%[390]。
  -  オーストラリアの中央銀行は政策金利を0.25%引き下げ3.6%とした[391]。
- 13日
  -  韓国の統計庁は7月の失業率2.4%と発表した。前年同月は2.3%。就業者数は前年同月比17.1万人増[392]。
  -  オーストラリアの統計局は4-6月の賃金(WPI)が前年比3.4%上昇と発表した[393]。
  -  タイの中央銀行は政策金利を0.25%引き下げ1.5％とした[394]。
  -  アメリカ合衆国株式市場のナスダック総合は過去最高の21,713.14で終えた[395]。
- 14日
  -  オーストラリアの統計局は7月の失業率が4.2%と発表した。就業者数は前月比2.45万人増[396]。
  -  アメリカ合衆国株式市場のS&P500は過去最高の6,468.54で終えた[397]。
  - ビットコインの時価総額(約2.45兆ドル)がAlphabet(Google)を超えたと報じられた[398]。
- 15日
  -  日本の内閣府は4-6月の国内総生産(速報値)が年率換算前期比1.0%増と発表した。5期連続のプラス。1-3月もプラスとなった[399]。
  -  日本の日経平均は過去最高の43,378.31円で終えた。東証株価指数(TOPIX)は過去最高の3,307.68で終えた[400]。
  -  香港政府は4-6月の域内総生産(改定値)が前年比3.1%増と発表した[401]。

## 企業の上場と上場廃止
- 廃止（東証スタンダード・名証メイン）：2月12日 - 安江工務店 ※サーラコーポレーションによる株式公開買い付け（TOB）成立・同社連結子会社化に伴う上場廃止[402]
- 廃止（東証グロース）：2月17日 - UUUM ※親会社・フリークアウト・ホールディングスによるTOB成立による上場廃止[403]
- 廃止（東証スタンダード）：2月19日 - 常磐興産 ※親会社・フォートレス・インベストメント・グループによるスクイーズアウト（少数株主排除）手続き実施及び同社子会社化に伴う上場廃止[404]
- 上場（東証プライム）：3月19日 - JX金属[405]
- 廃止（東証プライム・名証プレミア）：6月16日 - プロトコーポレーション ※創業家によるMBO（買収）成立、株式の併合による上場廃止[406]
- 上場（東証グロース）：6月23日 - ウェルネス・コミュニケーションズ[407]
- 廃止（東証プライム）：6月27日 - イオンモール ※イオンの完全子会社化に伴う上場廃止[408]
- 廃止（東証プライム）：7月17日 - イオンディライト ※イオンモール同様、イオンの完全子会社化、及び株式の併合に伴う上場廃止[408]
- 廃止（東証プライム）：7月17日 - ジャムコ ※米国投資ファンド・ベインキャピタルによる買収に伴う上場廃止[409]
- 廃止（香港取引所）：8月25日（予定） - 恒大集団 ※売買停止期間が18か月に達したことによる上場廃止[410]
- 廃止（東証グロース）：8月31日（予定） - オルツ ※新規上場申請時に申請書類に虚偽の内容を記載していたこと、及び不正会計を行っていたことにより東京地方裁判所に民事再生法の適用を申請したことによる上場廃止[411][412]